# DNB Arena
DNB Arena – kryte lodowisko położone w Stavanger, na którym swoje mecze rozgrywa drużyna hokejowa GET-ligaen – Stavanger Oilers. Obiekt powstał w 2012 roku i może pomieścić 4 377 widzów.